# HD72208
HD72208 — хімічно пекулярна зоря спектрального класу B9, що має видиму зоряну величину в смузі V приблизно  6,8.
Вона  розташована на відстані близько 657,6 світлових років від Сонця.

## Фізичні характеристики
Зоря HD72208 обертається 
порівняно повільно 
навколо своєї осі. Проєкція її екваторіальної швидкості на промінь зору становить  Vsin(i)= 23км/сек.

## Пекулярний хімічний склад
HD72208 належить до ртутно-манганових зір й її зоряна атмосфера має підвищений вміст Hg та Mn.